# Бурув
Бурув (пол. Burów) — село в Польщі, у гміні Забежув Краківського повіту Малопольського воєводства.
Населення — 409 осіб (2011).
У 1975-1998 роках село належало до Краківського воєводства.

## Демографія
Демографічна структура станом на 31 березня 2011 року:
|          | Загалом | Допрацездатний вік | Працездатний вік | Постпрацездатний вік |
| -------- | ------- | ------------------ | ---------------- | -------------------- |
| Чоловіки | 198     | 40                 | 138              | 20                   |
| Жінки    | 211     | 41                 | 123              | 47                   |
| Разом    | 409     | 81                 | 261              | 67                   |